# Il signor Bruschino

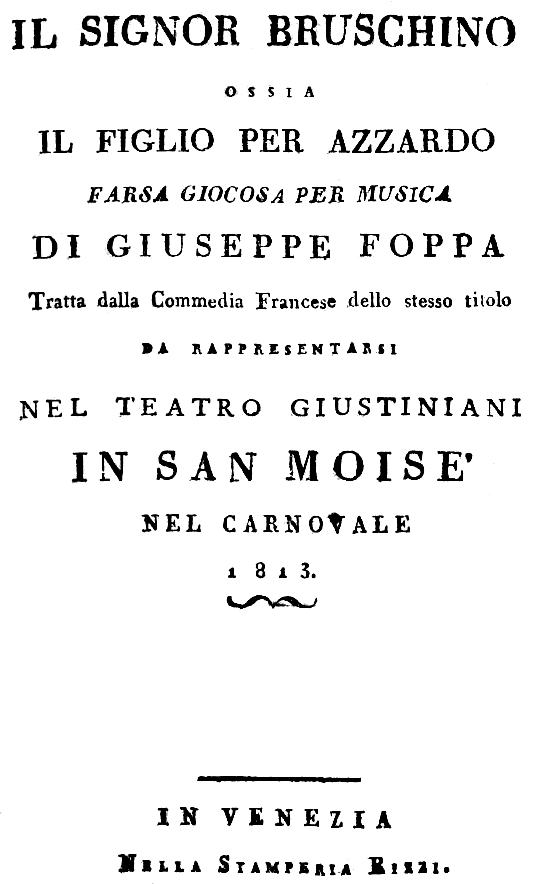
Librettots titelsida, Venedig 1813.

Il signor Bruschino, ossia Il figlio per azzardo är en opera (farsa giocoso per musica) i en akt med musik av Gioacchino Rossini och libretto av Giuseppe Maria Foppa efter pjäsen Le fils par hasard, ou ruse et folie (1809) av René de Chazet och E.T. Maurice Ourry.

## Historia
Av Rossinis första nio operor skrevs fem för Teatro San Moisè i Venedig. Dessa fem var alla enaktsfarser, vilka Rossini komponerade mellan 1810 och 1813. Förutom Il signor Bruschino bestod de av La cambiale di matrimonio, L'inganno felice, Silkesstegen och L'occasione fa il ladro. Den sista av Rossinis farser utgjorde hans tredje samarbete med Foppa inom ett år. Dessa farser var mycket populära i Venedig under slutet av 1700-talet och början på 1800-talet. Verken bestod vanligtvis av mellan fem och åtta sångare, varav ett kärlekspar (i detta fall Sofia och Florville), åtminstone två komiska roller (här fader Bruschino, Gaudenzio och Filiberto) samt en eller flera mindre roller. Rossini komponerade operan i en hast, då han redan hade fått ett nytt uppdrag för Teatro La Fenice. Den operan, Tancredi, skulle komma ha uruppföras bara några dagar efter premiären på Il signor Bruscino. Premiären den 27 januari blev ingen succé och operan glömdes snabbt bort. Först när Rossinis framgångar var som störst uppfördes operan på nytt, till exempel våren 1844 på La Scala i Milano.
Svensk premiär på Södra Teatern i Stockholm 1871. På Kungliga Operan i Stockholm hade operan premiär den 6 juni 1964.

## Personer
- Gaudenzio (bas)
- Sofia (sopran)
- Bruschino senior (bas)
- Bruschino junior (tenor)
- Florville, Sofias älskade (tenor)
- Filiberto, en värdshusvärd (bas)
- Marianna, husa (sopran)
- Polisen (tenor)
- Tjänare (stumma roller)

## Handling
Gaudenzio har lovat bort sin myndling Sofia till den okände Bruschino, till stor förtrytelse för Florville som hade räknat med att själv få henne till hustru. Därför söker han upp Bruschino och lurar ifrån honom ett brev där han ber sin far om förlåtelse för att han har uppfört sig så dumt. Han beger sig till Gaudenzio där han påstår sig vara den unge Bruschino, men då Bruschino senior anländer vill han inte kännas vid honom.
Alla tro att det beror på att han alltjämt är förargad på sonen för hans tidigare uppträdande, och när den riktige Bruschino infinner sig låtsas fadern erkänna Florville som sin son, så de båda älskande kan få varandra och hans egen son får sig en läxa.

## Musiken
Orkestern består av:
- Träblås: en flöjt, två oboer (även engelskt horn), två klarinetter, fagott
- Bleckblås: två valthorn
- Stråkar
- Basso continuo

Operan innehåller följande musiknummer:
- Sinfonia (ouvertyr)
- Nr. 1. Introduktion: "Deh tu m'assisti amore" (Scen 1) 
  - Duett (Sofia, Florville): "Quant'è dolce a un'alma amante" (Scen 1)
- Nr. 2. Duett (Florville, Filiberto): "Io danari vi darò!" (Scen 2)
- Nr. 3. Cavatina (Gaudenzio): "Nel teatro del gran Mondo" (Scen 4)
- Nr. 4. Terzett (Bruschino, Florville, Gaudenzio): "Per un figlio già pentito" (Scen 6)
- Nr. 5. Recitativ och aria (Sofia): "Ah voi condur volete" – "Ah donate il caro sposo" (Scen 9)
- Nr. 6. Aria (Bruschino): "Ho la testa o è andata via?" (Scen 11)
- Nr. 7. Duett (Gaudenzio, Sofia): "È un bel nodo che due cori" (Scen 13)
- Nr. 8. Final: "Ebben, ragion dovere" (Scen 15)

Vid premiären utlöste ouvertyren en skandal. Andra violinerna skulle, enligt noterna, slå med sina stråkar på notställen. Denna rytmiska klangeffekt återkommer fem gånger i ouvertyren. Musiken till ouvertyren innehåller ett tema från Rossinis Sinfonia i D ("al Conventello" från 1806 eller 1807). Kärleksduetten "Quant'è dolce a un'alma amante" i operans början härstammar från Rossinis opera Demetrio e Polibio